# Municipio de Venedy
El municipio de Venedy (en inglés: Venedy Township) es un municipio ubicado en el condado de Washington en el estado estadounidense de Illinois. En el año 2010 tenía una población de 404 habitantes y una densidad poblacional de 6,98 personas por km².

## Geografía
El municipio de Venedy se encuentra ubicado en las coordenadas 38°25′17″N 89°39′3″O / 38.42139, -89.65083. Según la Oficina del Censo de los Estados Unidos, el municipio tiene una superficie total de 57.9 km², de la cual 57,66 km² corresponden a tierra firme y (0,41 %) 0,24 km² es agua.

## Demografía
Según el censo de 2010, había 404 personas residiendo en el municipio de Venedy. La densidad de población era de 6,98 hab./km². De los 404 habitantes, el municipio de Venedy estaba compuesto por el 98,76 % blancos, el 0,74 % eran asiáticos, el 0,25 % eran isleños del Pacífico y el 0,25 % eran de una mezcla de razas. Del total de la población el 0,25 % eran hispanos o latinos de cualquier raza.